# Sean Penn

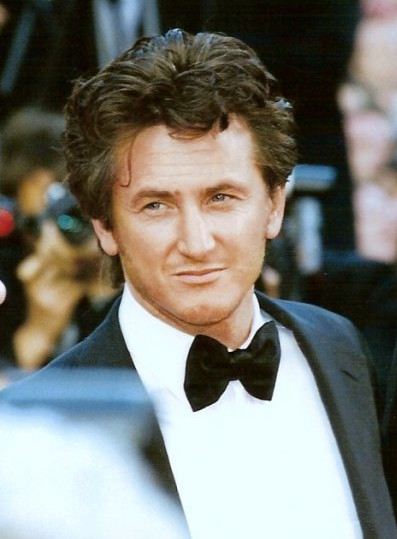
Sean Penn (1997)

Sean Justin Penn (ur. 17 sierpnia 1960 w Santa Monica) – amerykański aktor, producent, scenarzysta, reżyser i dziennikarz. Dwukrotny laureat Oscara.

## Życiorys

### Młodość
Urodził się w Santa Monica w stanie Kalifornia w hrabstwie Los Angeles jako syn aktorki Eileen Ryan (z domu Annucci) i reżysera telewizyjnego Leo Penna. Jego ojciec był pochodzenia żydowskiego – dziadkowie ze strony ojca byli żydowskimi imigrantami z Litwy i Rosji, a matka była pochodzenia irlandzko-włoskiego. Wychowywał się z dwoma braćmi: starszym Michaelem Danielem (ur. 1958) i młodszym Chrisem (ur. 1965, zm. 2006). Uczęszczał do Santa Monica High School i Santa Monica College.

### Kariera aktorska
W liceum reżyserował i występował w filmach Super-8. Mając czternaście lat pojawił się w dwóch odcinkach serialu NBC Domek na prerii (1974, 1975) reżyserowanych przez swojego ojca Leo Penna. W wieku dziewiętnastu lat wystąpił gościnnie w serialu CBS Barnaby Jones (1979). Jego ojciec Leo Penn zaangażował go do niewielkiej roli gościa na przyjęciu w telewizyjnym dramacie kryminalnym CBS Prawo Hellingera (Hellinger’s Law, 1981) z Telly Savalasem. Przez dwa lata pracował jako technik zakulisowy i asystent aktora / reżysera Pat Hingle’a z teatru Los Angeles Group Repertory.
Zadebiutował na kinowym ekranie rolą kadeta kapitana Alexa Dwyera w dramacie sensacyjnym Harolda Beckera Szkoła kadetów (Taps, 1981) u boku George’a C. Scotta, Timothy’ego Huttona, Ronny’ego Coxa i Toma Cruise’a. Zagrana przez niego postać surfera-narkomana Jeffa Spicoli w komediodramacie Amy Heckerling Beztroskie lata w Ridgemont High (Fast Times at Ridgemont High, 1982) spopularyzowała słowo „koleś” w kulturze popularnej. Następna rola Micka O’Briena, zmartwionego młodzieńca w dramacie Ricka Rosenthala Niegrzeczni chłopcy (Bad Boys, 1983) przyniosła mu pozytywne recenzje i rozpoczęła karierę jako poważny aktor. W melodramacie Richarda Benjamina Wyścig z księżycem (Racing with the Moon, 1984) z Nicolasem Cage’em zagrał 17-letniego Henry’ego „Hoppera” Nasha, który został powołany do służby za granicą w United States Marine Corps. Pozycję gwiazdy zapewniła mu rola utrzymującego się z handlu narkotykami Andrew Daultona Lee w dramacie sensacyjnym Johna Schlesingera Sokół i koka (The Falcon and the Snowman, 1985). W dramacie kryminalnym Dennisa Hoppera Barwy (Colors, 1988) wystąpił w roli młodego, gwałtownego Danny’ego McGavina, partnera doświadczonego policjanta (Robert Duvall). W dramacie sądowym Proces w Berlinie (Judgment in Berlin, 1988) wystąpił w epizodycznej, ale znaczącej roli pasażera samolotu porwanego z Gdańska do Berlina Zachodniego. Rola sierżanta Tony’ego Meserve’a w dramacie wojennym Briana De Palmy Ofiary wojny (Casualties of War, 1989) potwierdziła jego nietuzinkowy talent i zwróciła uwagę amerykańskiej krytyki.
Kreacja adwokata Davida Kleinfelda, przyjaciela tytułowego bohatera w dramacie kryminalnym Briana De Palmy Życie Carlita (1993) przyćmiła nawet występ Ala Pacino i przyniosła mu nominację do Złotego Globu dla najlepszego aktora drugoplanowego. Za rolę więźnia oczekującego w celi śmierci na egzekucję za gwałt na młodej dziewczynie i zamordowanie jej oraz jej chłopaka w dramacie kryminalnym Tima Robbinsa Przed egzekucją (Dead Man Walking, 1995) z Susan Sarandon został uhonorowany Srebrnym Niedźwiedziem dla najlepszego aktora na 46. Międzynarodowym Festiwalu Filmowym w Berlinie oraz był nominowany do Oscara dla najlepszego aktora pierwszoplanowego i Złotego Globu. Jako Eddie Quinn, szaleńczo zakochany w swojej żonie, który przez swój charakter trafia do więzienia w melodramacie Nicka Cassavetesa Jak jej nie kochać (She’s so Lovely, 1997) z Robin Wright otrzymał nagrodę za pierwszoplanową rolę męską na Festiwalu Filmowym w Cannes. W komediodramacie muzycznym Woody’ego Allena Słodki drań (Sweet and Lowdown, 1999) wcielił się w gitarzystę jazzowego, Emmeta Raya, zdobywając koleją nominację do Oscara, Złotego Globu i Nagrody Satelity.
W komediodramacie Sam (I Am Sam, 2001) zagrał upośledzonego Samuela Johna „Sama” Dawsona, walczącego o odzyskanie praw rodzicielskich. W dramacie kryminalnym Alejandra Gonzáleza Iñárritu 21 gramów (2003) wystąpił w roli śmiertelnie chorego matematyka i profesora college’u Paul Riversa, oczekującego na transplantację serca. W 2004 dostał Oscara za rolę Jimmy’ego Markuma, zrozpaczonego ojca zamordowanej córki, w dramacie kryminalnym Clinta Eastwooda Rzeka tajemnic (Mystic River 2003). Kolejnego Oscara otrzymał za postać Harveya Milka, homoseksualnego polityka z San Francisco w filmie Gusa Van Santa Obywatel Milk (Milk, 2008). W komediodramacie Paola Sorentina Wszystkie odloty Cheyenne’a (This Must Be the Place, 2011) zagrał postać emerytowanego rockmana, postanawiającego znaleźć hitlerowskiego oficera, który niegdyś prześladował jego ojca w obozie koncentracyjnym, a obecnie ukrywa się w USA.

### Kariera reżysera i scenarzysty
W 1991 powstał, inspirowany piosenką „The Highway Patrolman” Bruce’a Springsteena, film Indiański biegacz, opowiadający historię dwóch skłóconych ze sobą braci, w którym Penn zadebiutował jako reżyser i scenarzysta. Kolejne wyreżyserowane przez niego filmy według własnego scenariusza to: Obsesja (1995), dramat psychologiczny o zamożnym jubilerze, którego cały świat wali się po tym, jak jego ukochana córka ginie w wypadku spowodowanym przez pijanego kierowcę; 11.09.01 (2002), etiuda filmowa opowiadająca o starszym mężczyźnie, który nie potrafi pogodzić się ze śmiercią żony, dołączona do zbioru mającego upamiętnić zamachy 11 września w ich pierwszą rocznicę; Wszystko za życie (2007), ekranizacja książki Jona Krakauera pod tym samym tytułem, przedstawiającej dzieje amerykańskiego wędrowca Chrisa McCandlessa, który po studiach porzucił dotychczasowe życie i zainspirowany powieściami Jacka Londona oraz traktatami Henry’ego Davida Thoreau wyrusza w trwającą dwa lata podróż po Ameryce Północnej, która kończy się dla niego śmiercią głodową w alaskańskiej głuszy. Jest ona prawdopodobnie najpopularniejszym i najlepszym dziełem w reżyserskim i scenopisarskim dorobku Penna.
Jako reżyser nakręcił także obraz Obietnica (2001) według scenariusza Jerzego Kromolowskiego i Mary Olson-Kromolowski, w którym główną rolę, podobnie jak w Obsesji, zagrał Jack Nicholson.
Przewodniczył jury konkursu głównego na 61. MFF w Cannes (2008).

W 2022 po inwazji Rosji na Ukrainę podjął się kręcenia filmu dokumentalnego na Ukrainie o wojnie rosyjsko-ukraińskiej. W tym samym roku został uhonorowany ukraińskim Orderem „Za zasługi” III klasy (2022). 

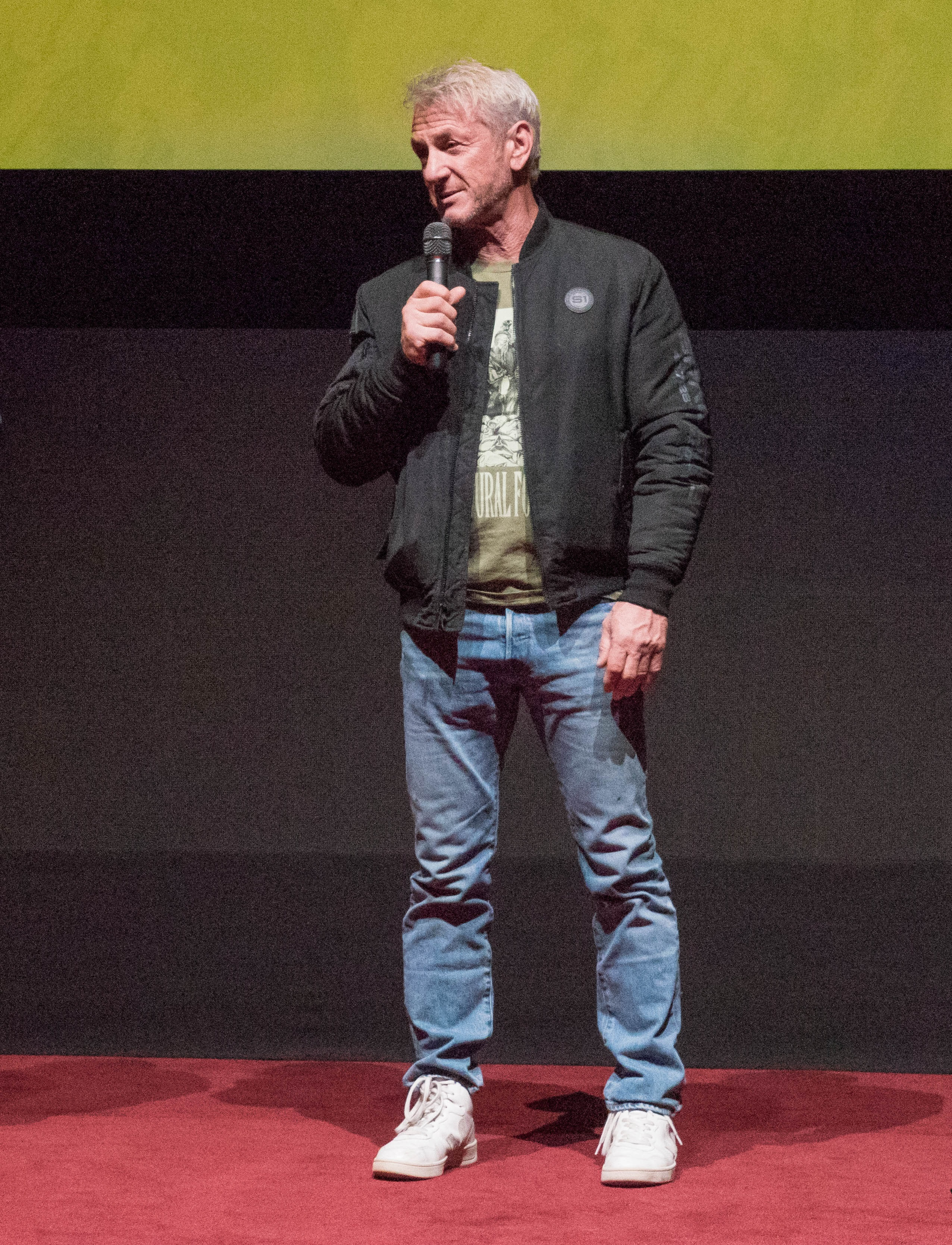
Sean Penn 2023 Energa Camerimage Festiwal Toruń

### Kariera dziennikarza
Działalność dziennikarską Sean Penn rozpoczął w latach 80. Pisze teksty do takich gazet jak „Rolling Stone”, „Interview” i „Time”. W 2005 w „The San Francisco Chronicle” ukazał się jego artykuł o sytuacji w Iraku, który napisał po powrocie z drugiego pobytu w tym kraju. Przeprowadził także m.in. wywiad z pisarzem Charlesem Bukowskim.

### Literatura
W 2018 Sean Penn opublikował swoją debiutancką powieść pt. Bob Honey Who Just Do Stuff (polskie wydanie pt. Bob Honey robi swoje w tłum. Roberta Sudoła ukazało się we wrześniu 2019 nakładem Wydawnictwa Literackiego).

## Poglądy i działalność polityczna
Jest zwolennikiem byłego prezydenta Stanów Zjednoczonych Baracka Obamy oraz przeciwnikiem poprzedniego prezydenta, George’a W. Busha. Szczególnie krytykował go za interwencję w Iraku. W ramach protestu dwukrotnie wyjechał do tego kraju. Był przyjacielem prezydenta Wenezueli Hugo Cháveza.

## Życie prywatne

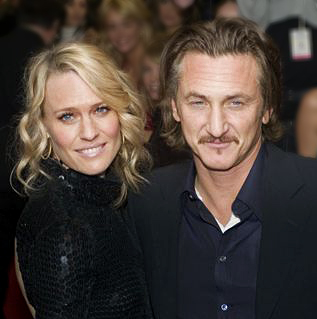
Robin Wright i Sean Penn (2006)

W lutym 1985, na planie teledysku do piosenki „Material Girl”, Penn poznał piosenkarkę Madonnę, z którą się ożenił 16 sierpnia 1985. Do legendy przeszedł ich słynny ślub, gdzie Penn strzelał ze strzelby do paparazzich robiących im zdjęcia z helikoptera. Nazywano go wiecznym buntownikiem i szaleńcem. Kompozycja Patricka Leonarda „Live to Tell” w wykonaniu Madonny znalazła się w dramacie kryminalnym Jamesa Foleya W swoim kręgu (At Close Range, 1986), gdzie Sean Penn zagrał u boku Christophera Walkena i Mary Stuart Masterson. Później zagrali wspólnie w przygodowym dramacie kryminalnym Niespodzianka z Szanghaju (Shanghai Surprise, 1986), ale film okazał się kompletną porażką artystyczną, a Penn był nominowany do Złotej Maliny w kategorii „Najgorszy aktor” (Złota Malina w tej kategorii trafiła do Prince’a za występ w komedii muzycznej Zakazana miłość (Under the Cherry Moon)). 28 sierpnia 1986 Penn jako złodziej klejnotów Tomtom i Madonna w roli seksownej Lorraine wystąpili razem w broadwayowskiej sztuce Davida Rabe’a Goose and Tomtom z Harveyem Keitelem, Barrym Millerem i Lorraine Bracco. Sean Penn przestał kontrolować swoje wybuchy zazdrości i alkoholowe balangi, jednak chciał rządzić życiem Madonny. Ustalał daty koncertów, decydował o kolejnym singlu. Sean coraz więcej pił, wdawał się w awantury, zaczął ją bić. Spędził miesiąc w areszcie, gdy brutalnie pobił fotografa. Madonna rozwiodła się z nim 14 września 1989. W 2015 roku Madonna zaprzeczyła doniesieniom, jakoby była przez Penna bita, nazywając je „oburzającymi, złośliwymi, lekkomyślnymi i fałszywymi”.
Jego rola Terry’ego Noonana w dramacie kryminalnym Phila Joanou Stan łaski (State of Grace, 1990) miała być szansą na wyjście z życiowego zakrętu. Na planie tego filmu poznał aktorkę Robin Wright, którą poślubił 27 kwietnia 1996. Mają dwoje dzieci – córkę Dylan Frances (ur. 13 kwietnia 1991) i syna Hoppera Jacka (ur. 6 sierpnia 1993). Razem zagrali także w dreszczowcu Cena miłości (Loved, 1997), komedii romantycznej Jak jej nie kochać (She’s so lovely, 1997) i Harmider (Hurlyburly, 1998). Robin Wright wystąpiła także w jego filmie Obsesja (The Crossing Guard, 1995) z Jackiem Nicholsonem. Po jedenastu latach małżeństwa, 21 grudnia 2007, Robin Wright złożyła wniosek o rozwód, jego powodem był romans Penna z piosenkarką country Jewel, której wyreżyserował teledysk. 9 kwietnia 2008 wniosek rozwodowy został wycofany, ale 4 sierpnia 2010 para jednak się rozwiodła. Od tej pory Robin Wright nie posługuje się nazwiskiem Penn.
W październiku 2016 Penn związał się z młodszą o 32 lata australijską aktorką Leilą George córką Grety Scacchi i Vincenta D’Onofrio, którą poślubił 30 lipca 2020.

## Przyjaźń z Charlesem Bukowskim
Penn został wielkim fanem twórczości prozaika i poety Charlesa Bukowskiego, uważanego za jedną z najoryginalniejszych i najbardziej kontrowersyjnych postaci współczesnej literatury amerykańskiej. Pod jego wpływem zaczął pisać wiersze. Udało mu się z nim zaprzyjaźnić, był jedyną gwiazdą show-businessu, którą Bukowski tolerował. Penn miał także zagrać główną rolę w filmie Ćma barowa, do którego scenariusz napisał Bukowski. Tak się nie stało, gdyż aktor zgodził się zagrać pod warunkiem, że reżyserować będzie Dennis Hopper. Kategorycznie nie zgodził się na to reżyser Barbet Schroeder, który jako pierwszy wystąpił do Bukowskiego z propozycją nakręcenia filmu. Ostatecznie rolę dostał jego konkurent, Mickey Rourke. Mimo tego Penn nadal przyjaźnił się z pisarzem. Po jego śmierci wygłosił mowę na pogrzebie oraz zadedykował mu swój film Obsesja.

## Filmografia
| Rok       | Tytuł                                                           | Aktor                                                  | Reżyser | Scenarzysta | Producent |
| --------- | --------------------------------------------------------------- | ------------------------------------------------------ | ------- | ----------- | --------- |
| 1974–1975 | Domek na prerii (Little House on the Prairie)                   | Dzieciak (niewymieniony w czołówce)                    |         |             |           |
| 1979      | Barnaby Jones                                                   | Sam                                                    |         |             |           |
| 1981      | The Beaver Kid 2                                                | Groovin’ Larry                                         |         |             |           |
| 1981      | Prawo Hellingera (Hellinger’s Law)                              | Bit Part                                               |         |             |           |
| 1981      | Zabójstwo Randy’ego Webstera (The Killing of Randy Webster)     | Don Fremont                                            |         |             |           |
| 1981      | Szkoła kadetów (Taps)                                           | Alex Dwyer                                             |         |             |           |
| 1982      | Beztroskie lata w Ridgemont High (Fast Times at Ridgemont High) | Jeff Spicoli                                           |         |             |           |
| 1983      | Niegrzeczni chłopcy (Bad Boys)                                  | Mick O’Brien                                           |         |             |           |
| 1983      | Ryzykowny interes (Risky Business)                              | Cameo (niewymieniony w czołówce)                       |         |             |           |
| 1983      | Summerspell                                                     | Buddy                                                  |         |             |           |
| 1984      | Świry (Crackers)                                                | Dillard                                                |         |             |           |
| 1984      | Wyścig z księżycem (Racing with the Moon)                       | Henry Hopper Nash                                      |         |             |           |
| 1985      | Sokół i koka (The Falcon and the Snowman)                       | Daulton Lee                                            |         |             |           |
| 1986      | W swoim kręgu (At Close Range)                                  | Brad Whitewood Jr                                      |         |             |           |
| 1986      | Niespodzianka z Szanghaju (Shanghai Surprise)                   | Glendon Wasey                                          |         |             |           |
| 1988      | Barwy (Colors)                                                  | Danny McGavin                                          |         |             |           |
| 1988      | Proces w Berlinie (Judgment in Berlin)                          | Guenther X                                             |         |             |           |
| 1989      | Ofiary wojny (Casualties of War)                                | sierżant Tony Meserve                                  |         |             |           |
| 1989      | Nie jesteśmy aniołami (We’re No Angels)                         | Jim                                                    |         |             |           |
| 1990      | Chłodny odcień błękitu (Cool Blue)                              | Phil, hydraulik (niewymieniony w czołówce)             |         |             |           |
| 1990      | Stan łaski (State of Grace)                                     | Terry Noonan                                           |         |             |           |
| 1991      | Indiański biegacz (The Indian Runner)                           |                                                        | Reżyser | Scenarzysta |           |
| 1992      | Cruise Control                                                  | Jeffrey                                                |         |             |           |
| 1993      | Życie Carlita (Carlito’s Way)                                   | David Kleinfeld                                        |         |             |           |
| 1995      | Przed egzekucją (Dead Man Walking)                              | Matthew Poncelet                                       |         |             |           |
| 1995      | Obsesja (The Crossing Guard)                                    |                                                        | Reżyser | Scenarzysta | Producent |
| 1997      | Cena miłości (Loved)                                            | człowiek ze wzgórza                                    |         |             | Producent |
| 1997      | Jak jej nie kochać (She’s so lovely)                            | Eddie Quinn                                            |         |             |           |
| 1997      | Droga przez piekło (U Turn)                                     | Bobby Cooper                                           |         |             |           |
| 1997      | Gra (The Game)                                                  | Conrad                                                 |         |             |           |
| 1997      | Ellen                                                           | Sean Penn (niewymieniony w czołówce)                   |         |             |           |
| 1997      | Hugo od basenów (Hugo Pool)                                     | Dziwak                                                 |         |             |           |
| 1998      | The Larry Sanders Show                                          | Sean Penn                                              |         |             |           |
| 1998      | Harmider (Hurlyburly)                                           | Eddie                                                  |         |             |           |
| 1998      | Cienka czerwona linia (The Thin Red Line)                       | sierżant Edward Welsh                                  |         |             |           |
| 1999      | Słodki drań (Sweet and Lowdown)                                 | Emmet Ray                                              |         |             |           |
| 2000      | Ostatnie lato (Up at the Villa)                                 | Rowley Flint                                           |         |             |           |
| 2000      | Zanim zapadnie noc (Before Night Falls)                         | Cuco Sanchez                                           |         |             |           |
| 2000      | Przekleństwo wyspy (The Weight of Water)                        | Thomas Janes                                           |         |             |           |
| 2001      | Przyjaciele (Friends)                                           | Eric                                                   |         |             |           |
| 2001      | Sam (I Am Sam)                                                  | Sam Dawson                                             |         |             |           |
| 2001      | Obietnica (The Pledge)                                          |                                                        | Reżyser |             | Producent |
| 2001      | Bruce Springsteen: The Complete Video Anthology 1978–2000       |                                                        | Reżyser |             |           |
| 2002      | 11.09.01 (11'09'01 September)                                   |                                                        | Reżyser | Scenarzysta |           |
| 2003      | Pauly Shore Is Dead                                             | Sean Penn                                              |         |             |           |
| 2003      | Wszystko dla miłości (It’s All About Love)                      | Marciello                                              |         |             |           |
| 2003      | Rzeka tajemnic (Mystic River)                                   | Jimmy Markum                                           |         |             |           |
| 2003      | 21 gramów (21 Grams)                                            | Paul Rivers                                            |         |             |           |
| 2004      | Zabić prezydenta (The Assassination of Richard Nixon)           | Samuel Bicke                                           |         |             |           |
| 2004      | Dwóch i pół (Two and Half Men)                                  | Sean Penn                                              |         |             |           |
| 2004      | Peter Gabriel: Play                                             |                                                        | Reżyser |             |           |
| 2005      | Tłumaczka (The Interpreter)                                     | Tobin Keller                                           |         |             |           |
| 2006      | Wszyscy ludzie króla (All the King’s Men)                       | Willie Stark                                           |         |             |           |
| 2007      | Persepolis                                                      | pan Satrapi, ojciec Marjane (głos w języku angielskim) |         |             |           |
| 2007      | Wszystko za życie (Into the wild)                               |                                                        | Reżyser | Scenarzysta | Producent |
| 2008      | Co jest grane? (What Just Happened)                             | Sean Penn                                              |         |             |           |
| 2008      | Obywatel Milk (Milk)                                            | Harvey Milk                                            |         |             |           |
| 2008      | In Search Of Captain Zero                                       |                                                        |         |             | Producent |
| 2010      | Uczciwa gra                                                     | Joseph C. Wilson                                       |         |             |           |
| 2010      | Joaquin Phoenix. Jestem jaki jestem (I’m Still Here)            | Sean Penn (niewymieniony w czołówce)                   |         |             |           |
| 2011      | Drzewo życia (The Tree of Life)                                 | Jack                                                   |         |             |           |
| 2011      | Wszystkie odloty Cheyenne’a (This Must Be the Place)            | Cheyenne                                               |         |             |           |
| 2012      | Americans                                                       | Commie                                                 |         | Scenarzysta |           |
| 2012      | Gangster Squad. Pogromcy mafii (Gangster Squad)                 | Mickey Cohen                                           |         |             |           |
| 2013      | Sekretne życie Waltera Mitty (The Secret Life of Walter Mitty)  | Sean O’Connell                                         |         |             |           |
| 2013      | Crazy For The Storm                                             |                                                        | Reżyser |             |           |
| 2015      | Gunman: Odkupienie (The Gunman)                                 | James Terrier                                          |         | Scenarzysta |           |
| 2015      | The Last Face                                                   |                                                        | Reżyser |             |           |
| 2018      | The First. Misja na Marsa (The First)                           | Tom Hagerty                                            |         |             |           |
| 2019      | Profesor i szaleniec (The Professor and the Madman)             | Dr William Chester Minor                               |         |             |           |
| 2021      | Flag Day                                                        | John Vogel                                             | Reżyser |             |           |

## Nagrody
- Nagroda Akademii Filmowej
  - Najlepszy aktor pierwszoplanowy: 2009 Obywatel Milk
  - 2004 Rzeka tajemnic
- Złoty Glob Najlepszy aktor w filmie dramatycznym: 2004 Rzeka tajemnic
- Nagroda Gildii Aktorów Ekranowych Najlepszy aktor pierwszoplanowy: 2009 Obywatel Milk
- Nagroda na MFF w Cannes Najlepszy aktor: 1997 Jak jej nie kochać
- Nagroda na MFF w Berlinie Najlepszy aktor: 1996 Przed egzekucją